# Aleksander Nowiński
Aleksander Nowiński (ur. 31 października 1935 w Rypinie, zm. 24 stycznia 2023 w Lipnie) – polski paleontolog.

## Życiorys i osiągnięcia naukowe
Urodził się w Rypinie jako syn Barnaby, z zawodu szklarza i Jadwigi. W młodości mieszkał w Lipnie.  Po ukończeniu szkoły średniej podjął studia na Wydziale Geologii Uniwersytetu Warszawskiego; jego praca magisterska, której promotorem był Władysław Pożaryski, dotyczyła stratygrafii kredy. Późniejsza kariera naukowa Aleksandra Nowińskiego była związana z Instytutem Paleobiologii PAN w Warszawie.  Uczestniczył w trzech wyprawach naukowych do Mongolii, skąd opisał nowy rodzaj dinozaurów, nazwany od miejsca znalezienia nemegtozaurem. Stopień doktora uzyskał na podstawie rozprawy przygotowanej pod kierunkiem Anny Stasińskiej i poświęconej denkowcom; tej tematyce badawczej pozostał już wierny do końca życia. Uczestniczył w wyprawach na Spitsbergen, skąd opisał kilkanaście gatunków tabulatów. W 1992 uzyskał na Uniwersytecie Jagiellońskim habilitację na podstawie rozprawy pt. Późno-karbońskie i dolno-permskie Tabulata Spitsbergenu. Opisał rodzaj dewońskich tabulatów Syringella Nowiński, 1970, ale nazwa ta okazała się młodszym homonimem (Syringella Schmidt, 1868, gąbka), więc została zastąpiona przez Maksymilianites Zapalski & Nowiński, 2005. Pochowany na cmentarzu prafialnym w Lipnie.

## Upamiętnienie
Na jego cześć nazwano gatunek karbońskiego denkowca Roemeripora nowinskii.

## Publikacje
- Tabulata and Chaetetida from the Devonian and Carboniferous of southern Poland (Tabulata i Chaetetida z dewonu i karbonu południowo-wschodniej Polski) (1976)[7]
- Late Carboniferous to early Permian Tabulata from Spitsbergen (Tabulata z późnego karbonu i wczesnego permu Spitsbergenu) (1991)[14]
- Tabulate corals from the Givetian and Frasnian of the Holy Cross Mountains and Silesian Upland (1992)[15]